# Flughafen Alderney

i7
i11
i13
Der Flughafen Alderney (englisch Alderney Airport, IATA-Code: ACI, ICAO-Code: EGJA) ist der Flughafen des Hauptortes Saint Anne auf der Kanalinsel Alderney. Er ist der sowohl dem französischen Festland als auch der englischen Südküste nächstgelegene Flughafen der Kanalinseln.

## Geschichte
Der Flughafen Alderney wurde 1935 als erster landbasierter Flughafen der Kanalinseln eröffnet. Er verfügte zunächst über drei grasbedeckte Start- und Landebahnen, deren längste etwa 500 Meter lang war. Eine 880 Meter lange asphaltierte Landebahn wurde 1968 angelegt; im selben Jahr wurde das heutige Abfertigungsgebäude errichtet. Im Jahr 1988 entstand ein neuer Kontrollturm, und 1989 wurde die asphaltierte Landebahn auf die heutigen Abmessungen verbreitert.

## Anlagen
Als einziger Flughafen der Kanalinseln verfügt der Flughafen Alderney über drei Start- und Landebahnen, von denen allerdings nur die ungefähr in Ost-West-Richtung angelegte knapp 880 Meter lange Hauptpiste 8/26 asphaltiert ist. Diese ist mit einer fest installierten Landebahnbefeuerung hoher Intensität ausgerüstet, während für die Piste 13/31 eine tragbare Befeuerung niedriger Intensität zur Verfügung steht, die auf Anforderung innerhalb von 20 Minuten aufgestellt werden kann. Für einfache Instrumentenanflüge auf die Landebahn 8/26 ist ein ungerichtetes Funkfeuer (NDB) auf dem Flughafen installiert.
Das kleine Terminalgebäude enthält eine Ankunftshalle sowie eine Abfluglounge mit Sicherheitskontrolle für Passagiere und Gepäck und einem Check-in-Schalter für die lokale Fluggesellschaft Aurigny Air Services.
Ein kleines Café verkauft neben Snacks und Erfrischungen auch Souvenirs und zollfreie Artikel.
Der Flughafen verfügt über einen Hangar und eine Flughafenfeuerwehr. Zur Betankung wird zoll- und steuerfreies Flugbenzin angeboten.

## Fluggesellschaften und Ziele
Ein beträchtlicher Anteil der Flugbewegungen auf dem Flughafen Alderney entfällt auf Flüge von Privatflugzeugen.

## Verkehrszahlen
| Jahr | Fluggastaufkommen | Luftfracht (Tonnen) (mit Luftpost) | Flugbewegungen |
| ---- | ----------------- | ---------------------------------- | -------------- |
| 2019 | 53.155            | 176                                | 8.326          |
| 2018 | 53.343            | 198                                | 8.981          |
| 2017 | 54.760            | 178                                | 9.707          |
| 2016 | 57.595            | 168                                | 10.120         |
| 2015 | 59.843            | 191                                | 10.149         |
| 2014 | 61.317            | 201                                | 10.754         |
| 2013 | 62.855            | 217                                | 10.460         |
| 2012 | 64.165            | 357                                | 10.362         |
| 2011 | 69.546            | 509                                | 12.297         |
| 2010 | 70.012            | 501                                | 12.833         |
| 2009 | 74.835            | 538                                | 12.985         |
| 2008 | 77.104            | 551                                | 13.033         |
| 2007 | 79.087            | 489                                | 14.579         |
| 2006 | 76.806            | 435                                | 14.976         |
| 2005 | 76.205            | 493                                | 15.250         |
| 2004 | 74.292            | 660                                | 15.186         |
| 2003 | 72.248            | 602                                | 15.407         |
| 2002 | 72.861            | 607                                | 14.388         |
| 2001 | 72.111            | 576                                | 14.311         |

## Zwischenfälle
- Am 26. August 1966 stürzte eine private Piper PA-22-160 (Luftfahrzeugkennzeichen G-ARXK) beim Anflug auf Alderney kurz vor der Küste ins Meer. Alle drei Flugzeuginsassen kamen dabei ums Leben.[9]
- Am 23. August 2009 geriet eine private Piper PA-32R-300 (Luftfahrzeugkennzeichen G-BTCA) beim Landeanflug bei beeinträchtigter Sicht in Turbulenzen. Bei der darauf folgenden Bruchlandung unmittelbar vor der Landebahn geriet das Flugzeug in Brand und wurde vollständig zerstört; die vier Insassen überlebten den Unfall mit leichten Verletzungen.[10]